# Murray (flod)
Murray är med 2 375 km Australiens längsta flod .
Den börjar i Australiska alperna och avvattnar  den västra sidan av Australiens högsta berg. Under större delen av sin sträckning går den som en meander genom Australiens inlandsslätter och bildar gränsen mellan New South Wales och Victoria under sin färd mot nordost innan den rinner söderut under de sista cirka 500 km in i South Australia innan den mynnar ut i Alexandrinasjön.
Murray är en del av det 3 750 km långa flodsystemet Murray-Darling som avvattnar det mesta av Victorias inland, New South Wales och Queensland. Det totala avrinningsområdet är en sjundedel av Australiens totala landmassa.
Jämfört med jämstora floder i resten av världen är vattenflödet i Murray litet och varierar stort mellan olika år. Vid extrema tillfällen torkar Murray ut helt, detta har hänt vid två eller tre tillfällen sedan mätningarna startade.
Murray utgör gräns mellan delstaterna Victoria och New South Wales, gränsen går vid flodens södra högvattenmärke vilket gör att den egentligen inte flyter i Victoria. Denna gränsdragning är tvetydig eftersom flodens sträckning har ändrats något sedan gränsen fastställdes 1851.
Väster om den 141:a longituden utgör floden gräns mellan Victoria och South Australia under 3,6 km, detta är den enda sträcka där en delstatsgräns går mitt i floden.